# Co-Parenting
Co-Parenting (zusammengesetzt aus der lateinischen Vorsilbe co = zusammen und dem englischen Wort parenting = Elternschaft) beschreibt im Kontext verschiedener familiärer Konstellationen, Konzepte kooperativer Betreuung von Kindern. In der Familienpsychologie bedeutet Co-Parenting ganz allgemein die Art und Weise, wie Eltern bei der Erziehung eines Kindes miteinander kooperieren.
Als Co-Parenting oder Co-Elternschaft wird allerdings auch eine postmoderne Familienform bezeichnet, bei der sich Erwachsene gezielt zusammentun, um ein Kind aufzuziehen, ohne dabei gleichzeitig eine Partnerschaft einzugehen.

## Co-Parenting als psychologisches Konzept
Vor allem in der amerikanischen Familienpsychologie ist der Begriff Co-Parenting seit den 1980er Jahren geläufig. Mehrere entwicklungspsychologische Untersuchungen kommen zu dem Ergebnis, dass Co-Parenting neben dem individuellen Erziehungsstil und der elterlichen Partnerschaftsqualität ein wichtiger Faktor bei der psychosozialen Entwicklung eines Kindes ist.
Co-Parenting wird ebenfalls im Kontext von Trennung oder Scheidung einer Partnerschaft verwendet. In diesem Kontext beschreibt Co-Parenting eine konstruktiv kooperative, auf weitere Zusammenarbeit gerichtete Haltung von getrennt lebenden und weiterhin gemeinsam erziehenden, ehemaligen Beziehungspartnern bei der Betreuung der gemeinsamen Kinder. In diesem Kontext steht Co-Parenting im Gegensatz zu paralleler Elternschaft (Parallel-Parenting). Epidemiologische Studien zeigen, dass die gemeinsame Betreuung und Erziehung sowie weitere Regelungen, bei denen die Kinder mehr Zugang zu beiden Elternteilen haben, zu besseren körperlichen, geistigen und gesundheitlichen Ergebnissen für die Kinder führen.

## Co-Parenting als Familienform
Das Verständnis für Co-Parenting als eine von der Ehe unabhängige Dimension der Elternschaft entstand in den 1960er-Jahren in den USA. Aktuell wird es zunehmend auch in Europa von der Wissenschaft rezipiert. Der Reiz des Co-Parenting besteht für viele Betroffene in der Hoffnung, dass durch die fehlende Liebesbeziehung bestimmte Partnerschaftsstreitigkeiten vermieden werden können und eine Entkopplung von Kinder erziehen und romantischen Gefühlen stattfindet. Co-Parenting soll stattdessen auf einer freundschaftlichen Basis stattfinden. Wenn Co-Elternteile eine romantische Beziehung zu einer dritten Person außerhalb des Co-Parenting haben oder sich eine solche anbahnt, kann das die Lage verkomplizieren. Es kann dann zu Zeitkonflikten, Eifersucht oder einer generellen Konkurrenzsituation zwischen der Co-Elternschaft und der romantischen Beziehung kommen.
Die Kontaktaufnahme mit anderen potentiellen Co-Eltern erfolgt meist über einschlägige Webseiten. Die meisten Mitglieder von Co-Elternschaftsplattformen sind queer, wobei der Anteil heterosexueller Mitglieder zunimmt. Das Internet stellt hier ein gern genutztes Hilfsmittel dar, da Märkte und staatliche Institutionen Menschen, die mit ihren Familienmodellen außerhalb des Mainstreams leben, oftmals nicht bedienen. Einige Frauen berichten allerdings, dass es auch über Internetseiten schwierig sei, einen geeigneten männlichen Partner zum Co-Parenting zu finden.
Co-Parenting wird in den jeweiligen Familien in den verschiedensten Konstellationen gelebt. Eine Konstellation, die häufiger vorkommt, ist hierbei eine heterosexuelle Frau, die zusammen mit einem homosexuellen Mann ein Kind betreut. In diesem Fall lässt sich beobachten, dass sich die Co-Eltern stark am Ideal der Kleinfamilie orientieren und Geschlechterrollen eher traditionell interpretiert werden. Neben eher an der Kleinfamilie orientierten Co-Parenting-Arrangements existieren aber auch Familien mit mehr als zwei Elternteilen.
Trotz der großen Bandbreite innerhalb der sich die Lebensrealität von Familien, die Co-Parenting praktizieren, bewegt, lassen sich dennoch einige Aspekte bestimmen, die vielen Konstellationen gemein sind. So geben Betroffene beispielsweise sehr oft an, Co-Parenting als eine Beziehungsform zu verstehen, die auf Langfristigkeit und Verbindlichkeit zielt. Darüber hinaus werden Kinder in Co-Elternschaften mehrheitlich durch künstliche Befruchtung gezeugt, sofern sie zu Beginn der Co-Elternschaft noch nicht vorhanden sind. Schließlich lässt sich feststellen, dass auch in Co-Parenting-Beziehungen Frauen praktisch und mental die größere Verantwortung für Care-Arbeit tragen (siehe hierzu auch Mental Load).

### Rechtliche Lage in Deutschland
Co-Eltern sind in aller Regel nicht miteinander verheiratet. Dadurch ergeben sich einige Nachteile für Co-Elternschaften, da bestimmte Rechte nicht wahrgenommen werden können. So sind Co-Elternteile etwa nicht dazu berechtigt, sich gegenseitig in Gesundheitsangelegenheiten zu vertreten. Darüber hinaus entfällt auch die Unterhaltspflicht infolge einer Ehe. Co-Elternteile sind folglich nicht automatisch dazu verpflichtet, durch Unterhaltszahlungen die Existenz anderer Co-Elternteile und/oder der betreuten Kinder zu sichern. Ebenso entfallen rechtliche Privilegierungen wie z. B. das Ehegattensplitting für Co-Eltern.
Beim Co-Parenting kommt es häufig vor, dass bestimmte Co-Elternteile ausschließlich als soziale Eltern fungieren und weder den Status als biologische noch als rechtliche Eltern genießen. Dies ist beispielsweise immer dann der Fall, wenn mehr als zwei Personen zusammen Co-Parenting betreiben, da das deutsche Familienrecht aktuell immer nur zwei Elternteile anerkennt. Damit entfällt für Co-Elternteile, die ausschließlich soziale Elternteile sind, die Wahrnehmung des Aufenthaltsbestimmungsrechts sowie des Sorgerechts für das von ihnen betreute Kind. Belange des Kindes, die diese Rechte berühren, müssen daher oftmals auf Vertrauensbasis geregelt werden. Christine Wimbauer bezeichnet Co-Eltern deshalb als „Alltagsjongleur*innen“. Sie müssen aufgrund fehlender rechtlicher Absicherung wesentlich mehr Aufwand zur Organisation des Familienalltags betreiben als Menschen, die in traditionellen Kleinfamilien leben.
Auch im Erbrecht genießen Co-Eltern-Familien nicht dieselben Vorteile wie Kleinfamilien. Soziale Kinder sind beispielsweise nicht als Erben vorgesehen. Co-Eltern können ihre sozialen Kinder zwar dennoch in ihrem Testament als Erben einsetzen, aber die Freibeträge sind wesentlich geringer: Während rechtlich anerkannte Kinder nach § 16 ErbStG bei Erbschaften einen Freibetrag von 400.000 € geltend machen können, liegt der Freibetrag bei sozialen Kindern lediglich bei 20.000 €.
Darüber hinaus sind soziale Eltern nach § 1 (4) BEEG von der Inanspruchnahme von Elterngeld ausgeschlossen und können auch keine Elternzeit nehmen. Ebenso ist die Anerkennung der Kindererziehungszeit rechtlichen Eltern vorbehalten.

### Rechtliche Lage International
In den Niederlanden wurde ein Gesetzesentwurf diskutiert, der es bis zu vier Menschen erlaubt, sich das Sorgerecht für ein Kind zu teilen. In diesem Kontext bekannt geworden ist eine Familie aus vier Menschen, einem schwulen und einem lesbischen Paar, die gemeinsam für ihren Sohn sorgen. Dies geschieht auf Basis eines formalen Abkommens, wobei in diesem Fall allerdings aufgrund des fehlenden Gesetzes nur zwei der Eltern das amtliche Sorgerecht innehaben. Die Ausweitung des Sorgerechts auf vier Personen kam nicht zustande, es ist laut Art. 253 s. a. aber möglich, dass sich eine Person, die nicht mit einem Kind verwandt ist, das Sorgerecht mit einem biologischen Elternteil teilt.
In Israel ist Co-Parenting relativ weit verbreitet. Dort gibt es auch das Alternative Parenting Center, eine Organisation, die sich darauf spezialisiert hat, Menschen das Co-Parenting zu ermöglichen. Co-Eltern wird dort die Ausarbeitung rechtlich bindender Verträge, die verschiedene rechtliche Angelegenheiten in Bezug auf das Zusammenleben der Co-Eltern und das zu betreuende Kind regeln, angeboten.